# Asahi (Nishimurayama)
Pour les articles homonymes, voir Asahi.
Asahi (朝日町, Asahi-machi) est un bourg du district de Nishimurayama (préfecture de Yamagata), dans le nord de l'île de Honshū, au Japon.

## Toponymie
Le toponyme « Asahi » (朝日, litt. « soleil du matin ») fait référence au mont Asahi, dont la face orientale forme une section de la limite sud-ouest du bourg d'Asahi.

## Géographie

### Démographie
Au 1er avril 2018, la population d'Asahi s'élevait à 7 020 habitants répartis sur une superficie de 196,81 km2.

### Hydrographie
Le fleuve Mogami traverse l'est d'Asahi, du sud au nord.

## Histoire
Le bourg d'Asahi a été créé en 1954 après la fusion des anciens villages de Miyajuku, Oya, et Nishi-imogawa.

## Symboles municipaux
L'arbre symbole du bourg d'Asahi est le hêtre du Japon, sa fleur symbole, une sorte de lys, Lilium rubellum, son oiseau symbole, la mésange variée et le saro du Japon son animal symbole.